# قابلية الصيانة

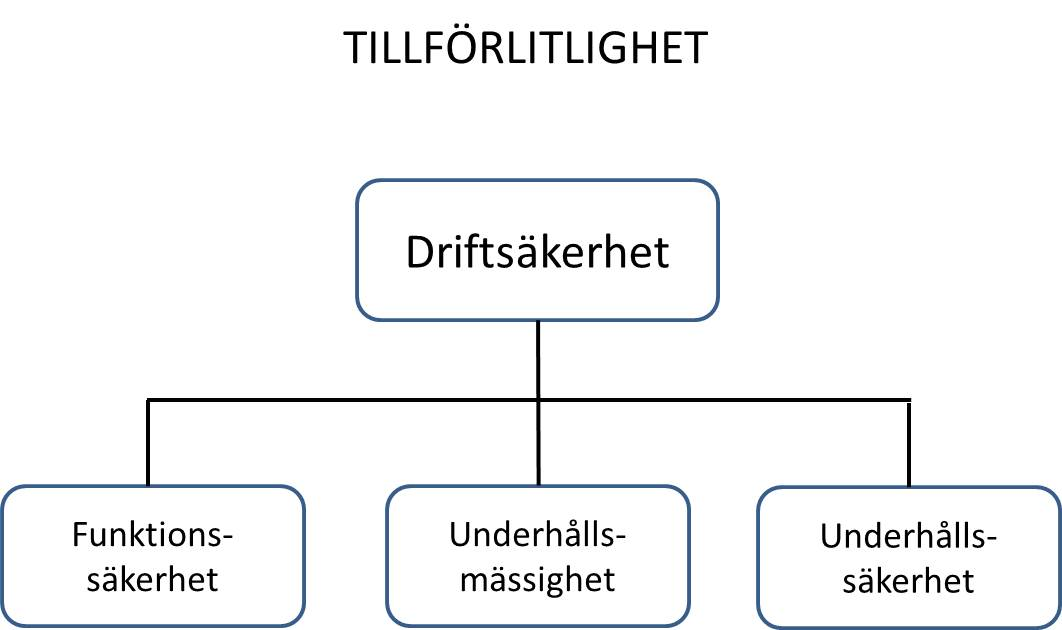

يستخدم مصطلح قابلية الصيانة في علوم الهندسة للتعبير عن مدى سهولة صيانة منتج ما من أجل:
- عزل الأعطال أو مسبباتها.[1][2]
- إصلاح الأعطال أو مسبباتها.
- المثول لمتطلبات جديدة.
- تسهيل عملية الصيانة في المستقبل.
- التأقلم مع بيئة عمل جديدة.

في بعض الحالات يتعلق مصطلح «قابلية الصيانة» بعملية تحسين مستمرة لنظام ما أو منتج ما. وذلك من خلال التعلم من الخبرات والأخطاء السابقة بحيث يتم تسهيل عملية الصيانة وتحسين الوثوقية.

## هندسة البرمجيات
في هندسة البرمجيات تعرف الصيانة باسم «صيانة البرمجيات». ويتم حساب «قابلية الصيانة» من خلال معادلات معينة تعتمد على مقاييس عدد أسطر الشيفرة أو مقاييس مكابي أو مقاييس هولستيد للتعقيد.
إن الغاية من وراء قياس ومتابعة قابلية الصيانة هو المساعدة في التقليل من نسبة تعرض النظام لأخطاء الشيفرة أو التراجع في التكاملية. إضافة إلى تحديد متى يكون من الأرخص أن تتم كتابة الشيفرة من جديد بدلا من تعديلها.